# Axel Ranisch

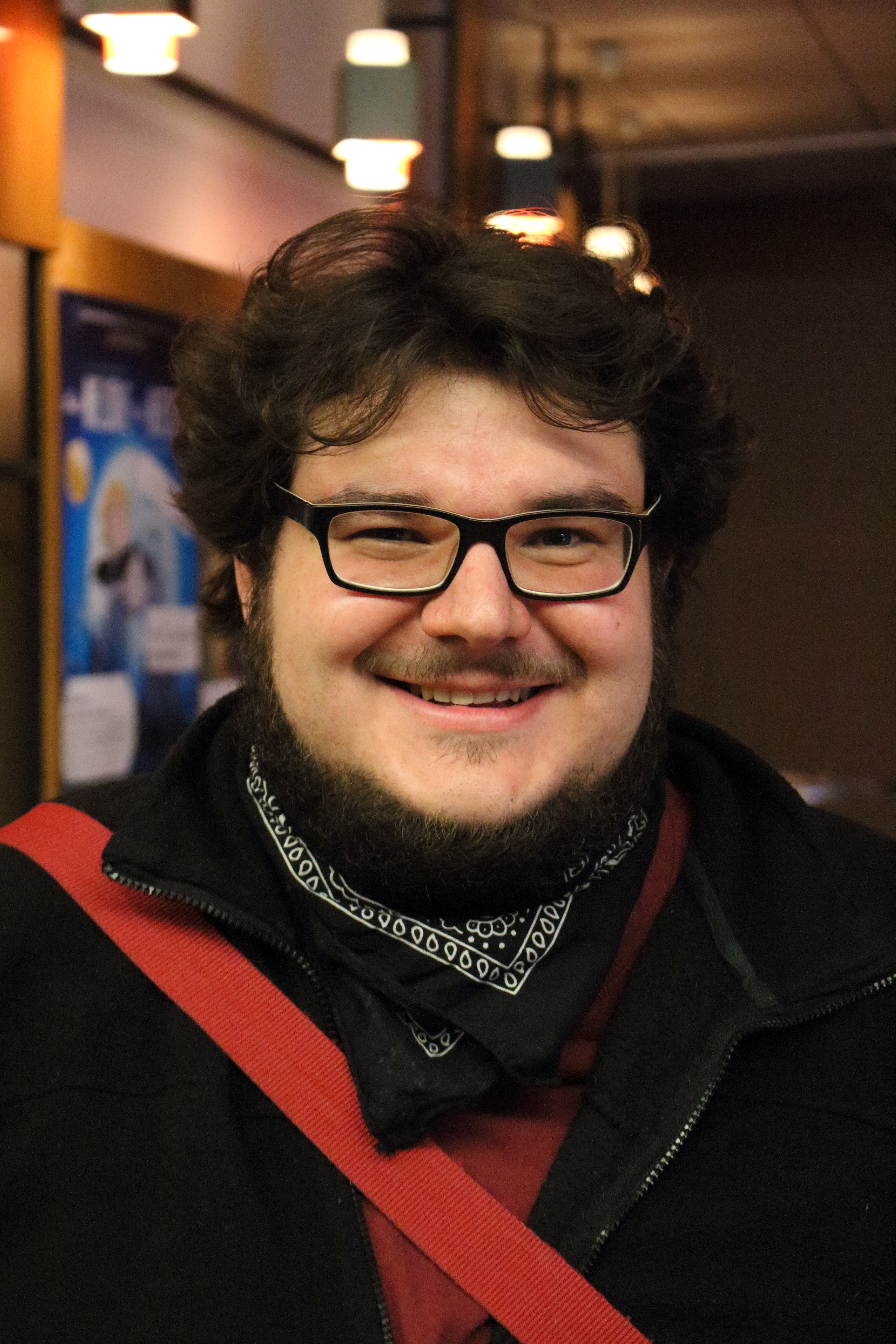
Axel Ranisch, 2016

Axel Ranisch (* 30. Juni 1983 in Ost-Berlin) ist ein deutscher Regisseur, Autor, Schauspieler und Produzent.

## Leben
Axel Ranisch wurde im Sommer 1983 im Ost-Berliner Bezirk Lichtenberg geboren und wuchs im Ortsteil Fennpfuhl auf. Im Jahre 2003 machte er sein Abitur. Schon davor, im Juni 2002, hatte er seinen ersten Kurzfilm realisiert. In den folgenden sieben Jahren entstanden etwa 80 Kurzfilme in Eigenregie und einige weitere unter seiner Mitwirkung als Darsteller, Autor, Filmkomponist oder Filmeditor. Noch parallel zum Abitur begann Ranisch eine Ausbildung in Medien- und Theaterpädagogik an der brandenburgischen DGB-Jugendbildungsstätte in Flecken Zechlin, die er im Frühjahr 2004 abschloss. Seitdem leitete er zahlreiche Projekte als Medienpädagoge.
Axel Ranisch studierte dann von 2004 bis 2011 an der Hochschule für Film und Fernsehen „Konrad Wolf“ Regie. Seine dort entstandenen Filmwerke sind auf über hundert kleinen und größeren Filmfestivals gezeigt worden (darunter die Werkstatt der Jungen Filmszene) und wurden in regelmäßigen Abständen mit Auszeichnungen bedacht. Einen ersten größeren Erfolg landete Axel Ranisch mit seinem Diplomfilm Dicke Mädchen, durch den er zum Exponenten des German Mumblecore wurde. Mit seiner Großmutter Ruth Bickelhaupt (1921–2022) in der Hauptrolle und den beiden Schauspielern Heiko Pinkowski und Peter Trabner an ihrer Seite, improvisierten sie ohne Filmteam und Budget in nur zehn Drehtagen eine Tragikomödie, die im Oktober 2011 ihre Premiere bei den Hofer Filmtagen feierte und auf zahlreichen nationalen und internationalen Filmfestivals mit Preisen ausgezeichnet wurde. Zudem beendete Axel Ranisch sein Regiestudium dank dieses Films mit Auszeichnung. Im November 2012 kam Dicke Mädchen im Verleih von MissingFILMs bundesweit in die Deutschen Kinos. Im selben Jahr gründete Ranisch mit seinen Kommilitonen Dennis Pauls und Anne Baeker sowie dem Schauspieler Heiko Pinkowski die gemeinsame Produktionsfirma Sehr gute Filme.
Zusammen mit den Regisseuren Tom Tykwer, Chris Kraus, Robert Thalheim und Julia von Heinz drehte Ranisch den Dokumentarfilm Rosakinder (2012) über die Beziehung zu ihrem gemeinsamen „Filmvater“ und Mentor Rosa von Praunheim: „Rosa hat mir Mut gemacht, mich auf ein Treppchen gestellt und wieder runtergeholt, mir Vertrauen geschenkt, mich gefördert und gefordert, den Weg in die Filmbranche geebnet, mich angestachelt, unter Druck gesetzt, mich wütend gemacht, zum Lachen gebracht, nie im Stich gelassen und getröstet, wenn ich Hilfe brauchte. Für mich hätte es keinen besseren Professor als ihn geben können und deshalb wird er es auch für immer bleiben: mein Prof. Rosa von Praunheim.“
2013 inszenierte Ranisch seinen ersten Opernabend (The Bear von William Walton & La voix humaine von Francis Poulenc) an der Bayerischen Staatsoper in München. Zudem startete sein Debütfilm Ich fühl mich Disco am 31. Oktober 2013 bundesweit in den deutschen Kinos und wurde erneut national und international mit zahlreichen Auszeichnungen bedacht. Am 25. September 2014 feierte in der Orangerie von Schloss Herrenhausen in Hannover, im Rahmen der KunstFestSpiele Herrenhausen, die Komische Oper George von Elena Kats-Chernin ihre Welturaufführung. Ranisch war in dieser Produktion nicht nur für die Inszenierung verantwortlich, er verfasste auch das Libretto. Im Frühjahr 2018 inszenierte Ranisch sein erstes Theaterstück Konrad oder Das Kind aus der Konservenbüchse nach Christine Nöstlinger am Theater an der Parkaue.
Im gleichen Zeitraum erschien im Ullstein Verlag sein erster Roman Nackt über Berlin, der den mit 2.222 Euro dotierten Debütpreis der lit.Cologne 2018 erhielt. Die Bühnen Halle sicherten sich früh die Lizenz für eine Bühnenbearbeitung, und bereits am 16. September 2018 fand die Uraufführung als erste Musiktheaterpremiere der Saison unter großem Zuspruch der Kritiker statt. Die dreistündige Inszenierung von Henriette Hörnigk auf der Opern-„Raumbühne“ sei „ein Pointenfeuerwerk mit Tiefgang, eine Art böses Tschick“, kommentierte Matthias Schmidt auf Nachtkritik.
Zu Axel Ranischs wichtigsten Lehrern und Mentoren gehören der bildende Künstler Ricardo Zamora, der Filmemacher Rosa von Praunheim, die Pädagogin und Autorin Annelie Streit, der Publizist und Schriftsteller Gerhard Dahne und der langjährige Leiter der Berliner Bildungsstätte Wannseeforum, Moritz von Engelhardt.
Nach einer Gastprofessur im Jahr 2022, ist Axel Ranisch seit 2023 Lehrkraft für besondere Aufgaben, Bewegtbild/Künstlerischer Film an der Hochschule der Bildenden Künste Saar in Saarbrücken (HBKsaar) und unterrichtet im Studiengang Media Art Design, die Studierenden des Filmateliers von Professorin Cho Sung-hyung.
Ranisch ist offen homosexuell und lebt in Berlin. Im Jahr 2016 hat Ranisch seinen langjährigen Partner, den Autor Paul Norman Zacher, geheiratet, mit dem er auch gelegentlich zusammenarbeitet.

## Filmografie (Auswahl)

### Kurzspielfilme
- 2002–2010: ca. 80 Kurzfilme, Übungen, Arbeiten als Medienpädagoge, darunter:
  - 2004: Rhythmus im Kopf (Regie, Darsteller)
  - 2005: Hollbüllhuus (Regie, Drehbuch, Darsteller, Produktion)
  - 2008: Liebe Liebe… (Co-Regie mit Nico Woche, Drehbuch, Darsteller, Produktion)
  - 2010: Diego Alonso (Co-Regie mit Ricardo Zamora, Darsteller, Produktion)

### Kino und Fernsehen
- 2008: Der will nur spielen! (TV-Kurzfilm; Regie, Drehbuch, Darsteller)
- 2008: Glioblastom (TV-Kurzfilm; Co-Regie mit Tanja Bubbel, Drehbuch und Darsteller)
- 2011: Dicke Mädchen (Tragikomödie; Regie, Drehbuch, Produktion und Kamera)
- 2012: Rosakinder (Fernsehdokumentation; Co-Regie)
- 2013: Ich fühl mich Disco (Tragikomödie; Regie, Drehbuch)
- 2013: Reuber (Kinderfilm; Regie, Drehbuch und Produktion)
- 2015: Alki Alki (Tragikomödie; Regie, Drehbuch und Produktion)
- 2015: Löwenzahn (Folgen zu den Themen Toleranz, Gold und Mistkäfer; Regie)
- 2016: Familie Lotzmann auf den Barrikaden (Fernsehfilm; ARD Degeto)
- 2016: Tatort: Babbeldasch (Lena Odenthal-Tatort; SWR)
- 2017: Tatort: Waldlust (Lena Odenthal Tatort; SWR)
- 2018: Löwenzahn (Folgen zu den Themen Fluss, Wattenmeer und Fallschirm; Regie)[12]
- 2020: Löwenzahn (Folgen zu den Themen Safari, Dickhäuter, Wildkatzen und Krokodile)
- 2020: Löwenzahn – Abenteuer in Südafrika (Fernsehfilm zum Jubiläum 40 Jahre Löwenzahn)
- 2020: @Kalinka08 – Melde dich bitte (TV-Kurzfilm; KIKA)
- 2022: WIR (Fernsehserie; ZDFneo) 2. Staffel, Folgen 13–16
- 2022: Orphea in Love (Opern-Musical-Film; Regie)
- 2023 Nackt über Berlin (Fernsehserie; SWR/ARTE) 1. Staffel, Folgen 1-6

### Arbeiten als Schauspieler
- 2007: Sechs tote Studenten (Regie: Rosa von Praunheim)
- 2009: Résiste – Aufstand der Praktikanten (Regie: Jonas Grosch)
- 2009: Meine Daten und ich (Regie: Philipp Eichholtz)
- 2011: Papa Gold (auch Schnitt) (Regie: Tom Lass)
- 2011: Wie man leben soll (Regie: David Schalko)
- 2012: Ruhm (Regie: Isabel Kleefeld)
- 2013: Axel und Peter – Titten für Arsch (Regie: Rosa von Praunheim)
- 2014: Zorn – Tod und Regen (1. Teil der Serie Zorn, Regie: Mark Schlichter)
- 2014: Liebe mich! (Regie: Philipp Eichholtz)
- 2015: Zorn – Vom Lieben und Sterben (Regie: Mark Schlichter)
- 2015: Zorn – Wo kein Licht (Regie: Christoph Schnee)
- 2016: Zorn – Wie sie töten (Regie: Jochen Alexander Freydank)
- 2017: Zorn – Kalter Rauch (Regie: Andreas Herzog)
- 2017: Blind & Hässlich (Regie: Tom Lass)
- 2020: Hammerthal (Kurzfilmreihe) – Kapitel 3 Glösa Nostra? (Regie: Olaf Held)
- 2021: Nö (Regie: Dietrich Brüggemann)
- 2021: SOKO Potsdam (Fernsehserie): Bittersüßer Tod

## Theater und Oper
- 2009: A Clockwork Orange von Anthony Burgess am Brandenburger Jugendtheater, Co-Regie, zusammen mit Christiane Ziehl
- 2013: The Bear von William Walton & La voix humaine von Francis Poulenc an der Bayerischen Staatsoper (Spielstätte: Kino Theatiner Film)
- 2014: George (UA) Komische Oper in drei Akten, mit einem Prolog und einem Epilog. Musik von Elena Kats-Chernin, Libretto von Axel Ranisch, eine Produktion von Danya Segal und dem Theater für Niedersachsen in Kooperation mit den Niedersächsischen Musiktagen und den KunstFestSpielen Herrenhausen im Rahmen der Landesausstellung 2014 „Hannovers Herrscher auf Englands Thron 1714–1837“.
- 2015: Pinocchio von Pierangelo Valtinoni an der Bayerischen Staatsoper (Spielstätte: Reithalle)
- 2018: Konrad oder Das Kind aus der Konservenbüchse nach Christine Nöstlinger am Theater an der Parkaue
- 2018: Orlando paladino von Joseph Haydn an der Bayerischen Staatsoper (Spielstätte: Prinzregententheater)
- 2018: Die Liebe zu drei Orangen von Sergei Prokofjew an der Staatsoper Stuttgart
- 2019: Mavra von Igor Strawinsky & Jolanthe von Pjotr Iljitsch Tschaikowski an der Bayerischen Staatsoper (Spielstätte: Cuvilliés-Theater)
- 2020/22: Rigoletto von Giuseppe Verdi an der Opéra National de Lyon, aufgrund der Corona-Pandemie am Tag der Premiere auf März 2022 verschoben.
- 2021: Il segreto di Susanna von Ermanno Wolf-Ferrari an der Bayerischen Staatsoper (Live-Stream-Reihe Montagsstücke)
- 2022: Hänsel und Gretel von Engelbert Humperdinck an der Staatsoper Stuttgart
- 2022: 75 Jahre Komische Oper Berlin – Die Gala
- 2023: Il trittico (Das Triptychon) von Giacomo Puccini an der Hamburgischen Staatsoper
- 2023: Saul von Georg Friedrich Händel, Komische Oper Berlin
- 2023: Mutti, was machst du da? von Paul Zacher und Axel Ranisch, Berliner Ensemble
- 2024: La Cage aux folles, Musical von Harvey Fierstein mit Musik von Jerry Herman, Bühnen Bern
- 2024: Messeschlager Gisela, Operette von Gerd Natschinski, Komische Oper Berlin
- 2024: Intermezzo von Richard Strauss, Semperoper
- 2025: Der Spieler von Sergei Sergejewitsch Prokofjew an der Staatsoper Stuttgart

## Literarische Werke
- Reuber – Theaterstück für Kinder ab 8 Jahren, Rowohlt Theater Verlag, Berlin 2014.
- Nackt über Berlin – Roman, Ullstein fünf, Berlin 2018, ISBN 978-3-96101-013-4.
- Klassik drastisch – Lippenbekenntnisse zweier Musik-Nerds – zusammen mit Devid Striesow, Ullstein fünf, Berlin 2020,
- Mutti, was machst du da? – Theaterstück (gemeinsam mit Paul Zacher), 2023[13]

## Hörfunk
- 2018/21: Anton und Pepe, 5-teilige Hörspielreihe von Paul Norman Zacher und Axel Ranisch, NDR Kultur
- seit 2018: Klassik drastisch, Musiksendung von und mit Devid Striesow und Axel Ranisch, Deutschlandfunk Kultur (53 Folgen in 6 Staffeln, sowie zwei Sondersendungen zu Weihnachten)

## Auszeichnungen (Auswahl)
- 2006: Gewinner des Produzenten-Clip für den Kurzfilm Hollbüllhuus beim Jugendmedienfestival Berlin
- 2006: Förderpreis für den Kurzfilm Rhythmus im Kopf beim Bundesfestival Deutscher Jugendvideopreis
- 2007: Silbermedaille des BDFA für den Kurzfilm Liebe Liebe … beim FISH Festival im Stadthafen Rostock
- 2007: Preis des Landesfilmdienstes Rheinland-Pfalz für den Kurzfilm Liebe Liebe … bei den 24. video/film tagen in Koblenz
- 2008: Nominierung für den Preis für mittellange Filme für Der will nur spielen! beim Filmfestival Max Ophüls Preis
- 2008: Hans W. Geißendörfer Nachwuchspreis für den Kurzfilm Der will nur spielen! bei den 25. video/film tagen in Koblenz
- 2008: Deutscher Nachwuchsfilmpreis für den Kurzfilm Glioblastom beim up-and-coming Filmfestival in Hannover
- 2009: 3. Platz beim Bundesfestival Video der Generationen für den Kurzfilm Das erste Mal
- 2009: New berlin film award in der Kategorie „Preis der Zitty Leserjury“ für den Kurzfilm Glioblastom auf dem Filmfestival achtung berlin
- 2010: „Best Short Film Youth“ für Glioblastom auf dem Zinegoak GLBT Film Festival (Bilbao, Spanien)
- 2011: „Bestes Drehbuch“ und „Bester Filmtitel“ für Dicke Mädchen auf dem Kinofest Lünen
- 2012: „Spirit of Slamdance Award“ in der Kategorie „Filmmaker Choice Award“ sowie „Special Jury Award“ für Dicke Mädchen beim Slamdance Film Festival in Park City, Utah
- 2012: Nominierung für den First Steps Award für Dicke Mädchen
- 2012: Grand Prix de Jury für Dicke Mädchen auf dem Festival de Mauvais Genre in Tours
- 2012: New berlin film award in der Kategorie „Bester Film“ für Dicke Mädchen auf dem Filmfestival achtung berlin
- 2012: Jurypreis für Dicke Mädchen beim Festival Lesbisch Schwule Filmtage Hamburg
- 2012: Jurypreis der Ahrenshooper Filmnächte für Dicke Mädchen
- 2012: Deutscher Kurzfilmpreis, „Sonderpreis für Filme mit einer Laufzeit von mehr als 30 bis 78 Minuten“ für Dicke Mädchen[14]
- 2013: MFG-Star Baden-Baden für Ich fühl mich Disco
- 2013: Kinderfilmpreis „Rakete“ für „Reuber“ auf dem Kinofest Lünen
- 2013: „Das Mainzer Rad“ – Publikumspreis für den besten Spielfilm beim „FILMZ – Festival des deutschen Kinos“ für Ich fühl mich Disco
- 2014: „Best Narrative Feature Film“ und „Best Feature Film Screenplay“ beim 13th LA Indie Film Festival Los Angeles für Ich fühl mich Disco
- 2014: „Queer Award“ beim 29. Torino Gay & Lesbian Film Festival für Ich fühl mich Disco
- 2015: Nominierung für den Prix Genève Europe (innovativstes fiktionales TV-Drehbuch eines Nachwuchskünstlers) für Ich fühl mich Disco
- 2015: Bester Film bei den Ahrenshooper Filmnächten für Alki Alki
- 2015: Europäisches Filmfestival Göttingen 2015: Publikumspreis – Göttinger Liesel für Alki Alki
- 2016: Nominierung für den Preis der deutschen Filmkritik in der Kategorie bester Kinderfilm 2015 für Reuber
- 2016: Publikumspreis und Preis der Jugendjury für Alki Alki auf dem Festival de Mauvais Genre in Tours
- 2017: Nominierung für den Grimme-Preis Spezial im Wettbewerb Fiktion für das Drehbuch zu Alki Alki
- 2018: Debütpreis der lit.Cologne für Nackt über Berlin
- 2019: Grimme-Preis im Wettbewerb Fiktion für Familie Lotzmann auf den Barrikaden
- 2020: Filmpreis der Stadt Hof, 54. Internationale Hofer Filmtage
- 2021: Nominierung für den Grimme-Preis Spezial im Wettbewerb Kinder & Jugend für den Film @Kalinka08 - Melde dich bitte
- 2021: Kindermedienpreis Der weiße Elefant - Bester TV-Spielfilm für @Kalinka08 - Melde dich bitte
- 2022: Prix Jeunesse in der Kategorie 7-10 Fiction, sowie Preis der Kinderjury für @Kalinka08 - Melde dich bitte
- 2022: Nominierung für den Prix Europa in der Kategorie Hörfunk Music Programme für Klassik drastisch
- 2022: Robert-Geisendörfer-Preis in der Kategorie Hörfunk für Anton und Pepe
- 2022: Förderpreis der Ahrenshooper Filmnächte für Orphea in Love
- 2023: Grand Prix beim Golden Prague Festival für Orphea in Love
- 2024: Bester Film beim Filmklang Festival für Orphea in Love
- 2025: Nominierung für den Grimme-Preis Spezial im Wettbewerb Fiktion für den Film Orphea in Love